# Catherine Bandle
Catherine Bandle (* 22. März 1943 in Frauenfeld) ist eine Schweizer Mathematikerin und Hochschullehrerin. Sie habilitierte sich 1974 als erste Frau in Mathematik und als eine der ersten Frauen an der ETH Zürich.

## Leben und Werk
Bandle studierte Mathematik mit dem Diplom-Abschluss an der ETH Zürich und promovierte dort 1971 bei Joseph Hersch mit der Dissertation: Konstruktion isoperimetrischer Ungleichungen der mathematischen Physik aus solchen der Geometrie. Als zweite Frau nach Alice Roth erhielt sie die Silbermedaille der ETH für ihre Dissertation. 1974 habilitierte sie sich als erste Mathematikerin und als eine der ersten Frauen an der ETH. Von 1975 bis zu ihrer Emeritierung 2003 war sie Professorin an der Universität Basel. Ihr Forschungsgebiet sind Partielle Differentialgleichungen.

## Veröffentlichungen (Auswahl)
- mit D. D. Monticelli, Fabio Punzo: Reaction-Diffusion Problems on Time-Dependent Riemannian Manifolds: Stability of Periodic Solutions. SIAM J. Math. Anal. 50(6), 2018.
- Paola Mastrolia, D. D. Monticelli, Fabio Punzo: On the Stability of Solutions of Semilinear Elliptic Equations with Robin Boundary Conditions on Riemannian Manifolds. SIAM J. Math. Anal. 48(1), 2016.
- mit M. Flucher: Harmonic Radius and Concentration of Energy; Hyperbolic Radius and Liouville's Equations Δ U = eU and Δ U = Un+2/n-2. SIAM Review 38(2), 1996.
- mit  Henri Berestycki, Bernhard Brighi, Alain Brillard, Michel Chipot, Jean-Michel Coron, Carlo Sbordone, Itai Shafrir, Vanda Valente, Giorgio Vergara Caffarelli: Elliptic and Parabolic Problems: A Special Tribute to the Work of Haim Brezis (Progress in Nonlinear Differential Equations and Their Applications Book 63), 2005, ISBN 978-3-7643-7249-1.